# Thallium(III)-fluorid
Thallium(III)-fluorid ist eine anorganische chemische Verbindung des Thalliums aus der Gruppe der Fluoride.

## Gewinnung und Darstellung
Thallium(III)-fluorid kann durch Reaktion von Thallium(III)-oxid mit Fluor, Bortrifluorid oder Schwefeltetrafluorid gewonnen werden.
{\displaystyle {\ce {2Tl2O3 + 6F2 -> 4TlF3 + 3O2}}}

## Eigenschaften
Thallium(III)-fluorid ist ein weißer, sehr feuchtigkeitsempfindlicher Feststoff, der mit Wasser sofort unter Bildung eines schwarzen Bodenkörpers reagiert.
{\displaystyle {\ce {TlF3 + 3H2O -> Tl(OH)3 + 3HF}}}
Beim Erhitzen an Luft zersetzt sich die Verbindung, lässt sich jedoch in einer Fluoratmosphäre schmelzen. Es besitzt eine orthorhombische Kristallstruktur mit der Raumgruppe Pnma (Raumgruppen-Nr. 62), und den Gitterkonstanten a = 5,81 Å, b = 6,97 Å, c = 4,84 Å analog zu der von Ytterbium(III)-fluorid.